# Justice Party (Ghana)
Die Justice Party (JP) war eine politische Partei in Ghana. 
Die NAL war eine durch das Volk und die Interessen der Ewe dominierte Partei mit ebenfalls wichtigen Einflüssen der bis 1966 existierenden Partei Convention People’s Party (CPP). 
Ihre Anhängerschaft fand die JP vornehmlich in den großen Küstenstädten und insgesamt im südlichen Teil Ghanas mit einem Schwerpunkt in der Volksgruppe der Ewe, wie zuvor die NAL.

## Geschichte
Sie wurde im Oktober 1970 durch die Vereinigung der National Alliance of Liberals (NAL), der United Nationalist Party und der All People’s Republican Party gegründet und verstand sich seitdem als Oppositionspartei zur regierenden Progress Party des Premierministers Kofi Abrefa Busia. 
Der Vorsitzende der NAL, Komla Agbeli Gbedemah, wurde kurz nach den Wahlen vom 29. August 1969 durch den Supreme Court seines Parlamentssitzes enthoben nach dessen Verurteilung aufgrund schwerwiegender Finanzdelikte. Führungslos schloss sich die NAL mit den beiden oben genannten Parteien, sowie einer weiteren kleineren, ebenfalls in der Nationalversammlung vertretenen Partei unter dem Vorsitz von Joe Appiah zur Justice Party zusammen. Einige Zeit später übernahm Eric Madjitey den Vorsitz der Partei.
Mit der Gründung hatte die Justice Party 29 der 140 Sitze der Nationalversammlung (National Assembly), also ca. 30,4 Prozent der Stimmen im ghanaischen Parlament inne. Die Justice Party war damit bis zum Militärputsch vom 13. Januar 1972 unter ihrem Führer Ignatius Kutu Acheampong Ghanas wichtigste Oppositionspartei. Zusammen mit den anderen Parteien wurde die Justice Party nach dem Militärputsch im Januar 1972 verboten.